# Janowice (Silésie)
Pour les articles homonymes, voir Janowice.
Janowice est une localité polonaise de la gmina de Bestwina, située dans le powiat de Bielsko-Biała en voïvodie de Silésie.